# Cash for Gold (South Park)
«Cash for Gold» («Compramos oro» en Hispanoamérica) es el segundo episodio de la decimosexta temporada de la serie animada South Park, y el episodio N.º 225 en general. El episodio se estrenó en Comedy Central el 21 de marzo de 2012 en Estados Unidos. El episodio trata la irritación de Stan con la red de compras «J&G» y los canales de televisión especializados en compra y venta de joyas, cuando descubre que se aprovechan de los ancianos y se despojan de su dinero, así como el nuevo espíritu emprendedor de Cartman inspirado por esa misma idea.
El episodio fue escrito y dirigido por el cocreador de la serie Trey Parker con clasificación TV-MA L en los Estados Unidos.

## Trama
La historia comienza con Marvin, el abuelo de Stan que regala a su nieto un corbata de diamante comprado en el canal de ventas J&G, Marvin confiesa que ha comprado el collar hecho con diamantes de 14 quilates porque estaba en promoción a $6.000 dólares, ya que el precio real era de $50.000. Cartman burlándose como de costumbre, se percata que el collar está devaluado y sugiere a Stan vender en lugares de compra y venta de oro, entonces Stan visitaba cada local para tratar de vender su collar, pero sin éxito, ya que los comerciantes ofrecían desde $15 o menos, más tarde él se entera de que su abuelo habría sido estafado, Stan muestra a sus amigos los infomerciales de "J&G", donde los ancianos son engañados en la compra de joyas baratas para sus familiares. Marvin tiene planeado comprar una joya para su nieta Shelly (hermana de Stan) a través del infomercial "J&G", pero Stan trata de impedírselo para que no cometa una locura de seguir gastando el dinero de la jubilación, Marvin explica a Stan que tuvo una mascota de raza Border Collie llamado "Patches" y que lo quería mucho, pero desde que murió lamenta que ya no puede recordar lo que parecía tener una sonrisa.
Stan intentará frenar las ventas fraudulentas de joyas en J&G haciendo una llamada telefónica para pedir al anunciante que se suicide por haber engañado a numerosas personas jubiladas con su dinero. Mientras tanto, Cartman decidió entrar en el negocio de infomercial con Butters como su compañero, y no solo comienza a ofrecer a sus compañeros dinero en efectivo por el oro, sino que también establece su propio canal de televisión imitando las mímicas y técnicas de Dean, el anfitrión de J&G. Cartman visita una joyería para reabastecerse, pero se da cuenta de que las mujeres de la tienda están utilizando los mismos manierismos que él y Dean utilizan, revelando que también son estafadores.
Cartman se dirige a una fábrica de joyas en la India con la intención de comprar joyas al por mayor, pero se sorprende que Stan está en el mismo sitio, quejándose de lo que están haciendo. En un montaje, se reveló que el negocio es un bucle continuo de esta manera: las joyas hechas en la fábrica se envían a los Estados Unidos, donde los estafadores la venden a personas jubiladas que los dan como regalos a sus familiares y los familiares venden los regalos (joyas) por dinero en efectivo, y luego son fundidos en oro crudo y devueltos a la fábrica de la India para ser reforjada en nuevas joyas. Los empleados de la manufacturera fabrican un marco de fotos para Stan, que fue aceptado, luego Stan coloca una foto de su abuelo Marvin con su perro fallecido Patches para regalárselo, Marvin se mostraba muy feliz por el regalo, y bromeó que el collar que tiene puesto Stan lo hace ver gay, Stan prometió que no utilizaría el collar nunca más.
Al finalizar, Dean el anfitrón de J&G entra en un momento de pánico tras recibir otra llamada de un niño pidiendo que se suicide, luego entraron más llamadas ahora de los ancianos con la misma petición, Dean no le quedó de otra que suicidarse en vivo, se disparó con un arma de fuego en la cabeza salpicando a una muestra de joyas devaluadas con su sangre.

## Recepción
Marcus Gilmer del sitio The AV Club calificó al episodio un B- destacando: "Había un montón de líneas que me hicieron reír, pero que el episodio está a la altura de los esfuerzos anteriores en el comentario social, incluyendo el episodio de la semana pasada".
Max Nicholson del sitio IGN dio una buena calificación al episodio 8/10, señalando que aunque el episodio "tomó algunas escenas para realmente cocinar" los segmentos del informecial fueron el punto culminante del episodio. Nicholson también señaló la similitud de la llamada telefónica de Stan a J&G, en la que insta con rabia al anfitrión a suicidarse, al fragmento de "Marketing y Publicidad" del comediante Bill Hicks, en su álbum Arizona Bay de 1997.